# Markus Pavić
Markus Pavić, né le 26 mars 1995 à Vienne en Autriche, est un footballeur autrichien qui évolue au poste de défenseur latéral gauche.

## Biographie
Né à Vienne de parents bosniaque et d'origine croate, Markus Pavić grandit en Autriche où il intègre en les équipe jeune du FK Austria Vienne où il sera formé avant de rejoindre le FC Stadlau en 2009.
En 2012, il signe au SV Wienerberg où il joue ses premiers matchs en équipe première en quatrième division autrichienne. Il rejoint l'Admira Wacker en 2014 où il joue tout d'abord avec l'équipe réserve, en troisième division avant de jouer son premier match en équipe première le 5 décembre 2015 en Bundesliga contre le Sturm Graz. Au total, il prend part à vingt-deux matchs en équipe première et est remplaçant lors de la finale de Coupe d'Autriche 2016 perdue contre le RB Salzbourg.
Lors de l'été 2017, il signe en Croatie au NK Rudeš. La saison suivante, il rejoint librement le FC Sochaux-Montbéliard, club de Ligue 2 où le groupe Baskonia, partenaire du NK Rudes gère désormais le volet sportif,.
Après seulement six mois en France et seulement deux matchs de Coupe de France joués, il revient en Croatie au NK Istra 1961, club tout récemment partenaire du groupe Baskonia. Le 24 mai 2019, il marque son premier but en professionnel lors d'une victoire deux buts à zéro contre son ancien club du NK Rudeš. Le club est tout près de la reléguation mais se maintien lors des barrages en 2019 puis de nouveau en 2020.
En 2020, il rejoint l'Italie et la Serie B en signant au Virtus Entella. Le club est relégué en fin de saison en Serie C. Après deux saisons, il se retrouve libre.
En 2023, il signe pour quelques mois au SV Stripfing en troisième division autrichienne et est sacré champion. Il n'est cependant pas prolongé et rejoint l'ASK Ebreichsdorf à l'été 2023 puis le SC Leopoldsdorf en 2024.

## Palmarès

### En club
Sous les couleurs de l'Admira Wacker, il est finaliste de la Coupe d'Autriche en 2016.
Il est champion de troisième division autrichienne en 2023 avec le SV Stripfing.